# ستيفانو تاكوني
ستيفانو تاكـّوني (بالإيطالية: Stefano Tacconi)‏ لاعب كرة قدم إيطالي سابق.
لعب مع منتخب إيطاليا لكرة القدم.

## روابط خارجية
- ستيفانو تاكوني على موقع الاتحاد الدولي (مؤرشف)  (الإنجليزية)
- ستيفانو تاكوني على موقع الاتحاد الأوربي (الإنجليزية)
- ستيفانو تاكوني على موقع قاعدة بيانات كرة القدم.إي يو (الإنجليزية)
- ستيفانو تاكوني على موقع ناشيونال فوتبول تيمز (الإنجليزية)
- ستيفانو تاكوني على موقع عالم كرة القدم.نت (الإنجليزية)
- ستيفانو تاكوني على موقع أوليمبيديا (الإنجليزية)